# Königstraße (Stuttgart)
Königstraße – główna ulica handlowa Stuttgartu, stolicy niemieckiego landu Badenia-Wirtembergia. Ma 1,2 km długości i jest jedną z najchętniej uczęszczanych ulic handlowych w Niemczech.

## Przebieg
Rozpoczyna się przy południowo-wschodnim wejściu i wyjściu z przystanku Stadtbahnu Hauptbahnhof (Arnulf-Klett-Platz) przy głównym dworcu kolejowym i biegnie prosto jako deptak w kierunku południowo-południowo-zachodnim do wejścia i wyjścia z przystanku Stadtbahnu Stadtmitte, gdzie skręca pod kątem prostym w kierunku południowo-wschodnim. Za zakrętem ma charakter ulicy z uspokojonym ruchem. Kończy bieg na Eberhardstraße przy Tübinger Straße.

## Historia

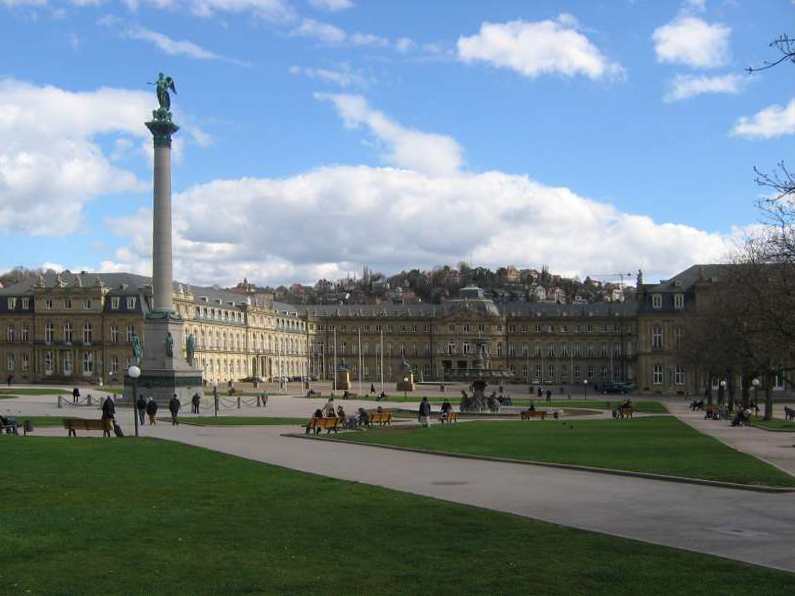
Schloßplatz z Nowym Zamkiem

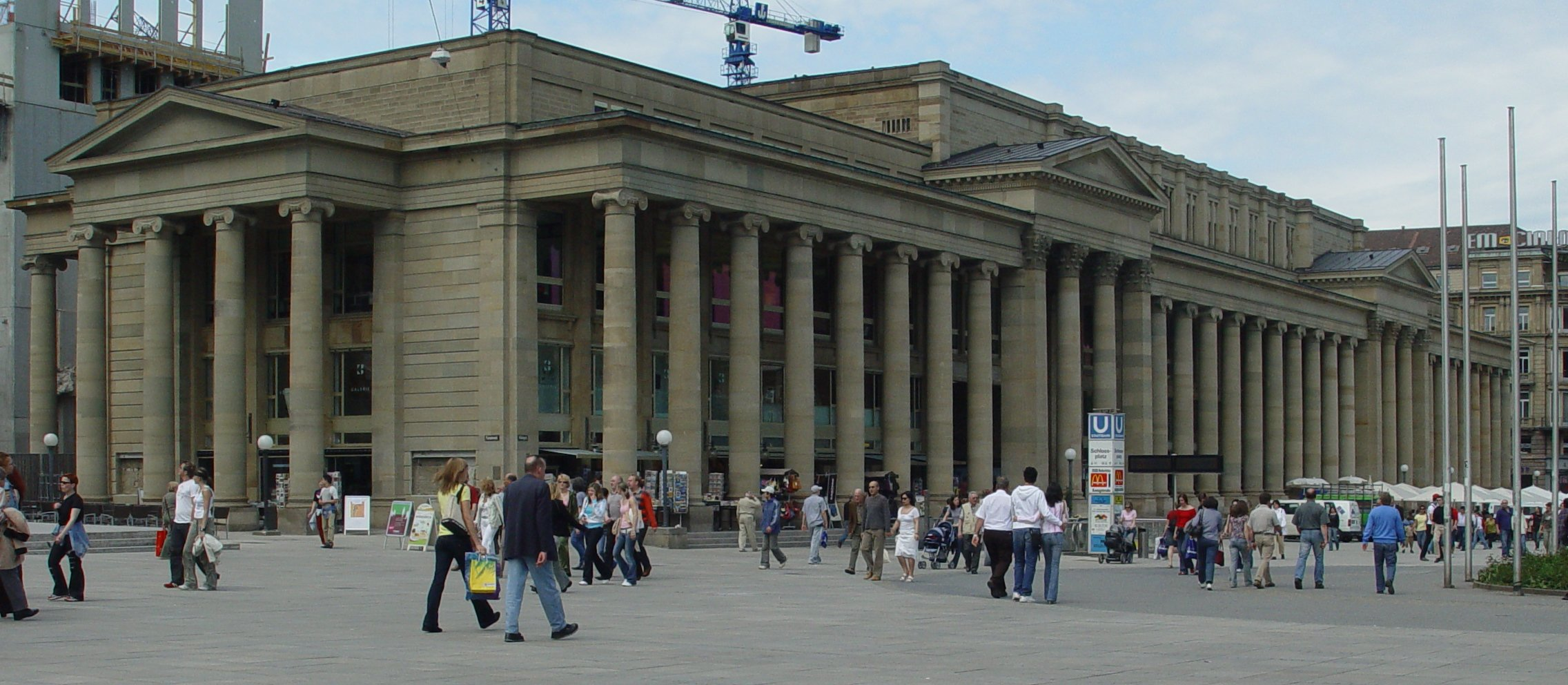
Königsbau na Königstraße

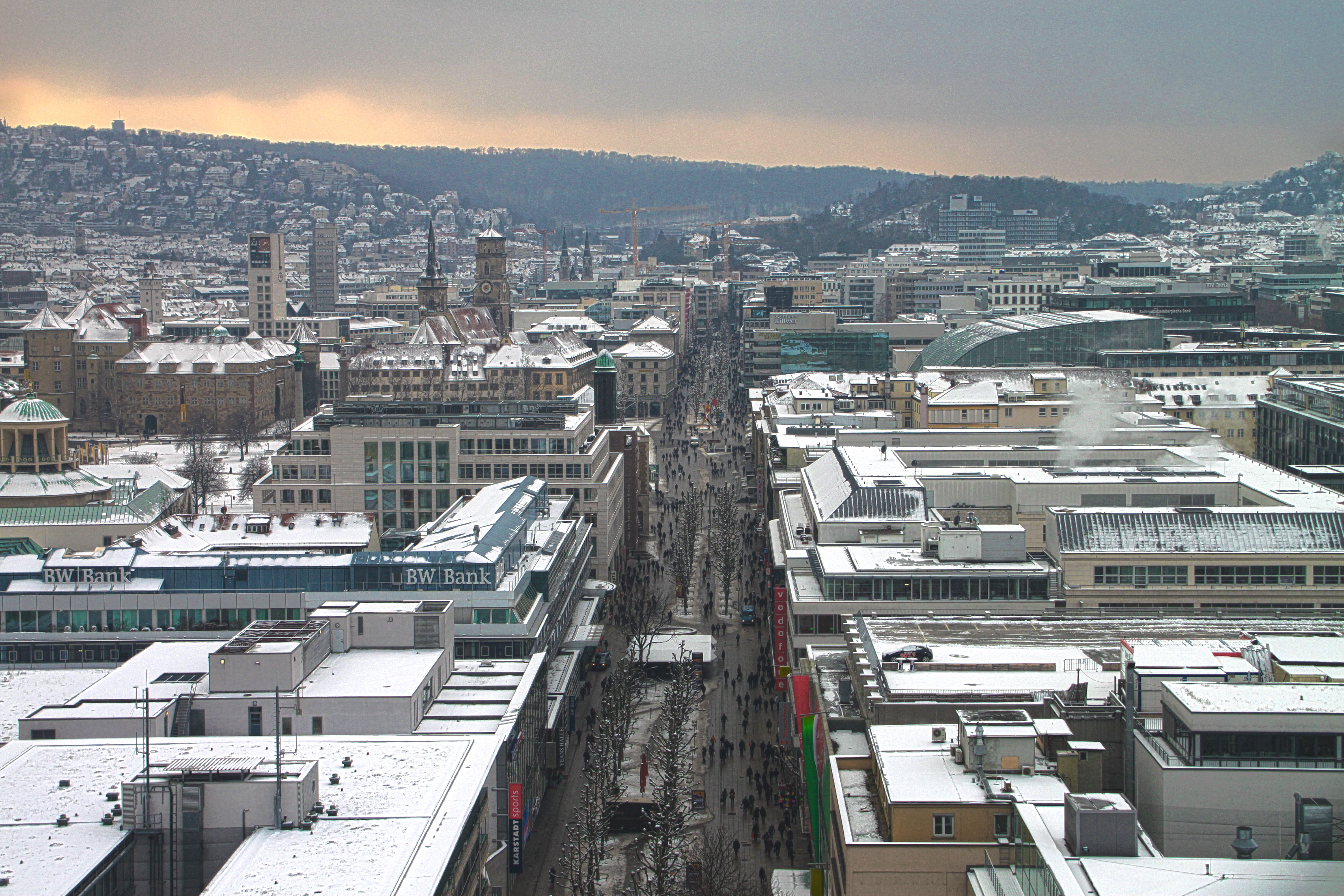
Königstraße widziana z wieży dworcowej zimą

Górny odcinek ulicy, między Bolzstraße i Wilhelmsbau, powstał poprzez likwidację najstarszej stuttgarckiej fosy, Großen Graben, która przebiegała równolegle do murów miejskich. Już w początkach XV w. znajdowały się przy niej pojedyncze budynki, w tym Sick’sche Haus, który w 1403 r. był własnością wirtemberskiej hrabiny Antonii Visconti i służył prawdopodobnie jako altana ogrodu rekreacyjnego. W związku z powiększeniem miasta za rządów Ulryka V Wirtemberskiego po 1450 r. fosa została przekształcona w ulicę. W tym czasie wzniesiono też pierwsze budynki miejskie po jej północno-zachodniej stronie. Z powodu swojej szerokości ulica jeszcze w XVI w. stała się jedną z najchętniej zasiedlanych. Przy niej lokalizowano też budynki dworu wirtemberskiego. Ostatnią pamiątką tych czasów jest prawe skrzydło Nowej Kancelarii, której parter wzniesiono w 1551 r. według projektu wirtemberskiego kanclerza Ambrosiusa Vollanda.
Książę Fryderyk II, król Wirtembergii od 1806 r., zaczął przekształcać Stuttgart w rezydencję królewską swojego powiększonego imperium. Pod jego rządami i jego następcy Wilhelma I zburzono mury miejskie, a Königstraße przebudowano na bulwar według planów Nikolausa Friedricha von Thoureta i Carla Etzela. Dolny kraniec Königstraße zamykała Brama Królewska, nieco dalej, po lewej stronie, znajdowały się Stajnie Królewskie. Do 1843 r. zabudowano południowo-wschodnią stronę ulicy, zajmowaną przez ogrody jeszcze do początku XIX wieku.
Do czasu budowy nowego dworca głównego w latach 1916/17 dworzec kolejowy w Stuttgarcie znajdował się w bezpośrednim sąsiedztwie Schloßplatzu, który do dziś stanowi centrum Königstraße. Na Schloßplatz znajdują się Nowy Zamek (dziś siedziba ministerstw) i Stary Zamek (dziś Muzeum Wirtembergii), a w bezpośrednim sąsiedztwie konkatedra św. Eberharda i Königsbau. Podczas nalotów podczas II wojny światowej liczne budynki przy Königstraße zostały zniszczone do fundamentów. W okresie powojennym toczyły się długie dyskusje na temat odbudowy obiektów zabytkowych, w wyniku czego niektóre z nich odbudowano (Nowy Pałac), inne zaś wyburzono, jak np. Pałac Książąt Koronnych.
Königstraße była otwarta dla ruchu samochodowego do lat 60. XX wieku, ale dzięki znaczącemu zaangażowaniu architekta Güntera Behnischa została przebudowana na strefę dla pieszych. Na przełomie lat 60. i 70. XX w. linię tramwajową przeniesiono pod ziemię, wówczas powstał m.in. pasaż Arnulfa Kletta pomiędzy dworcem głównym a Königstraße oraz nowy podziemny przystanek stadtbahnu Schloßplatz. Naziemnie linie tramwajowe na Königstraße i w kierunku Keplerstraße zostały zlikwidowane. Prace remontowe zakończono na początku lat 80. XX wieku.
Do 1963 r. ruiny Pałacu Książąt Koronnych, zniszczonego w czasie II wojny światowej, znajdowały się w zachodnim rogu Schloßplatz, po prawej stronie Königstraße. Po rozbiórce ruin urządzono w ich miejscu nowy odcinek ulicy i tarasowy plac miejski, zwany Kleiner Schloßplatz. Ulicę zlikwidowano w latach 90. XX wieku, a do Kleiner Schloßplatz poprowadzono prowizoryczne schody. Około 2005 r. zlikwidowano także Kleiner Schloßplatz i wybudowano na jego miejscu gmach Muzeum Sztuki.
W latach 2004–2007 na Königstraße przeprowadzono dalsze remonty: giełda została przeniesiona z Königsbau do nowego budynku przy Börsenstraße 4, a sam Königsbau został przebudowany na centrum biznesowy z wielopiętrowym pasażem handlowym. W latach 2006–2007 cała ulica przeszła remont.
Przed otwarciem centrum handlowego Milaneo, dolny odcinek Königstraße w soboty odwiedzało 10 000–11 000 ludzi. Liczba ta spadła później do czterech cyfr.

## Zabudowa
Mniej więcej w połowie ulicy, patrząc od dworca kolejowego, znajduje się Schloßplatz z Kunstgebäude, Nowym i Starym Pałacem po lewej stronie oraz Königsbau i Muzeum Sztuki po prawej stronie. Budynki przy Königstraße są wykorzystywane głównie do celów handlowych.

### Władze krajowe

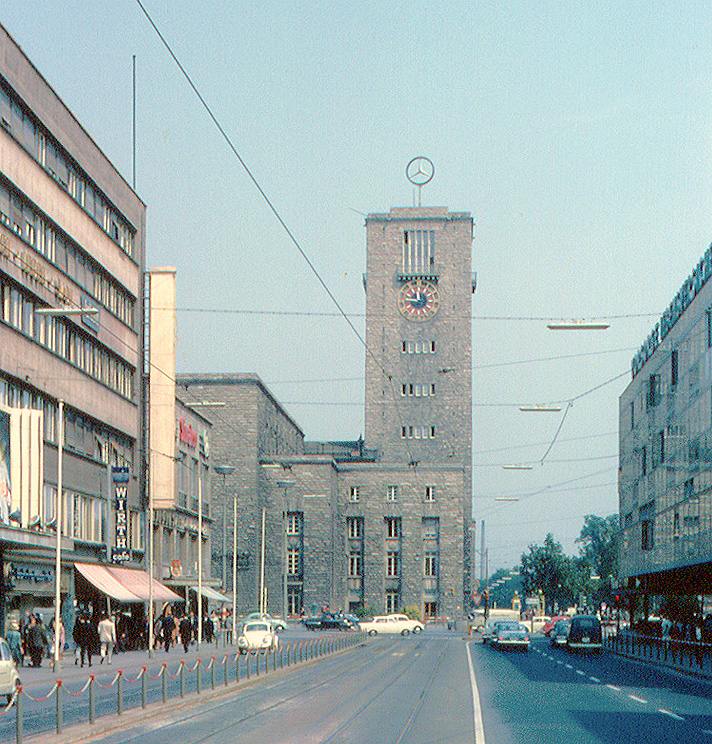
Północny odcinek Königstraße przed uspokojeniem ruchu (1965)

Przy Königstraße i w jej bezpośrednim sąsiedztwie skupionych jest szereg siedzib władz krajowych, a mianowicie:
- część Ministerstwa Finansów (Nowy Pałac, skrzydło północne)
- część Ministerstwa Kultury (Nowy Pałac, skrzydło południowe i Königstraße 44)
- część Ministerstwa Sprawiedliwości (na Schillerplatz, bezpośrednio przy Königstraße)
- Ministerstwo Nauki, Badań i Sztuki Badenii-Wirtembergii (w Mittnachtbau, Königstraße 46)

## Połączenia komunikacyjne
Wyjścia z trzech przystanków stadtbahnu Hauptbahnhof (Arnulf-Klett-Platz), Schloßplatz i Stadtmitte prowadzą bezpośrednio na Königstraße. Od stacji S-Bahnu Hauptbahnhof (tief) i Stadtmitte dzielą ją dwie równoległe ulice, ale można do niej dotrzeć bezpośrednio podziemnym pasażem Arnulfa Kletta albo Rotebühlpassage.